# Гован Мбеки (местный муниципалитет)
Гован Мбеки (Govan Mbeki) — местный муниципалитет в районе Герт Сибанде провинции Мпумаланга (ЮАР). Административный центр — Секунда. Муниципалитет назван в честь Гована Мбеки (отца президента ЮАР Табо Мбеки) — видного деятеля АНК и Коммунистической партии ЮАР.

## Политика
Муниципальный совет состоит из шестидесяти трёх членов, избираемых по смешанной избирательной системе. Тридцать два члена совета избираются голосованием по очереди в тридцати двух округах, а остальные тридцать один избираются из партийных списков, так что общее количество представителей партии пропорционально количеству полученных голосов. На выборах 3 августа 2016 года Африканский национальный конгресс (АНК) получил большинство в тридцать шесть мест в совете.